# Saint-georges-saint-émilion
Le saint-georges-saint-émilion est un vin rouge français d'appellation d'origine contrôlée produit sur le territoire du hameau de Saint-Georges, partie de la commune de Montagne.
C'est une petite appellation limitée à environ 200 hectares. L'appellation produit exclusivement du vin rouge, et si presque tous les cépages bordelais peuvent y être utilisés (cabernet sauvignon, cabernet franc, merlot, côt, etc.), c'est le merlot qui prédomine nettement.

## Historique
Au tout début du XXe siècle, la surproduction et des pratiques douteuses ont comme conséquence la création des appellations d'origine. Dans le Libournais, les viticulteurs de Saint-Émilion essayent d'interdire à leurs collègues des communes voisines de vendre leurs vins sous le nom saint-émilion. Le 24 novembre 1921, le tribunal civil de Libourne limite l'aire d'appellation d'origine saint-émilion à l'ancienne juridiction, ce qui exclue Lussac, Montagne, Parsac, Puisseguin et Saint-Georges. Le même jour, le tribunal autorise les producteurs de ces communes à ajouter « Saint-Emilion » après le nom de leur commune pour la commercialisation des vins (confirmé par la cour d'appel de Bordeaux le 26 février 1923).
L'appellation est créée officiellement par le décret du 14 novembre 1936, concernant le vin rouge produit sur la commune de Saint-Georges-Saint-Émilion.
En janvier 1973, les communes de Saint-Georges, de Montagne et de Parsac fusionnent, sous le nom de Montagne : si l'appellation parsac-saint-émilion disparait au profit du montagne-saint-émilion, le saint-georges-saint-émilion continu d'être produit. Le cahier des charges est modifié en 2009, puis en 2011.

## Vignoble
| \| Bordeaux Saint-georges-saint-émilion \| Localisation de l'appellation · au sein du vignoble de Bordeaux. |
| Bordeaux Saint-georges-saint-émilion                                                                        |

Le vignoble produisant le saint-georges-saint-émilion se situe dans le département de la Gironde, dans la partie du vignoble de Bordeaux appelée le Libournais. Saint-Georges est un hameau de la commune de Montagne, au nord de Saint-Émilion, ces deux dernières étant séparées par la Barbanne. Avec les vignobles de Lussac (produisant l'appellation lussac-saint-émilion), de Montagne (le montagne-saint-émilion) et de Puisseguin (le puisseguin-saint-émilion), ils forment les quatre « appellations satellites » du saint-émilion.
La surface produisant le saint-georges-saint-émilion était en 2005 de 192 hectares ; en 2023, elle était de 204 ha, ce qui en fait la plus petite appellation bordelaise.

### Géologie
Le sous-sol autour du hameau de Saint-Georges s'est constitué à l'ère tertiaire, aux périodes de l'Éocène (53 à 35 Ma) et de l'Oligocène (34 à 24 Ma) avec la formation de roches sédimentaires détritiques et marines.
Le vignoble repose principalement sur le plateau de calcaires à Astéries et sur les coteaux environnants. Les sols sont argilo-calcaires,,.

### Encépagement
Traditionnellement, les vins de Saint-Georges sont des vins d'assemblage de différents cépages, les trois principaux étant le merlot N, le cabernet franc N (ou bouchet) et le cabernet sauvignon N.
La répartition des cépages est la suivante :
- le merlot ; c'est le cépage le plus représenté (plus de 75 % de l'encépagement). C'est un cépage précoce de deuxième époque, il apprécie le caractère frais et humide des sols à texture argileuse. Il mûrit bien et apporte au vin de la couleur, une bonne richesse alcoolique, une bonne complexité ainsi que de la souplesse et de la rondeur en bouche.
- Le cabernet franc ; essentiellement planté dans le Libournais, il représente près de 20 % de l'encépagement de Saint-Émilion. De précocité moyenne, il est plus utilisé sur les sols calcaires ou à texture un peu plus chaudes (sables et graves). Il apporte au vin une finesse aromatique légèrement épicée, une fraîcheur et une structure tannique, conférant au vin une grande aptitude de vieillissement.
- Le cabernet sauvignon ; représentant environ 5 % de l'encépagement, c'est un cépage tardif particulièrement adapté aux sols chauds et secs (gravelo sableux ou sols argilo calcaires bien exposés). Il apporte au vin des notes épicées, complexes et une richesse tannique favorable à une conservation longue et harmonieuse.

Le décret d'AOC saint-georges-saint-émilion permet également l'utilisation de trois autres cépages : le malbec (ou côt), la carménère  et le petit verdot.

### Rendement
Le rendement est fixé par le cahier des charges à 53 hectolitres par hectare, avec un rendement butoir à 65 hl/ha. En 2023, le rendement moyen pour toute l'appellation a été élevé, atteignant 52 hl/ha.
Pour référence, en 2005, la production a été de 9 333 hectolitres.
Les rendements moyens déclarés récemment sont :
| Année | Superficie (ha) | Production (hl) | Rendement (hl/ha) |
| ----- | --------------- | --------------- | ----------------- |
| 2019  | 197             | 9 276           | 47                |
| 2020  | 197             | 7 561           | 38                |
| 2021  | 195             | 7 658           | 39                |
| 2022  | 188             | 8 205           | 44                |
| 2023  | 205             | 10 673          | 52                |
| 2024  | 201             | 8 589           | 43                |

## Vins

### Hiérarchie des prix
Le prix de vente des vignes ayant droit aux quatre appellations satellites est officiellement en 2023 de 80 000 euros l'hectare en moyenne (variant entre 40 000 et 110 000), ce qui est en-dessous des prix pratiqués pour du saint-émilion, dont l'hectare est à 270 000 € (de 180 000 à 5 000 000), mais bien plus que pour un hectare de bordeaux rouge à 9 000 €/ha (de 4 000 à 17 000) ou de la terre agricole en Gironde qui est à une moyenne de 7 590 €/ha.
Pour une comparaison entre les appellations, on peut prendre les prix pratiqués (en € pour une tonneau de 900 litres) officiellement pour le calcul des fermages en 2023, qui fournissent une hiérarchie :
- 833,5 € (92,5 €/hl) pour du bordeaux rouge ;
- 1 098 € (122 €/hl) pour du côtes-de-bordeaux ;
- 2 008 € (223 €/hl) pour du lussac-saint-émilion ;
- 2 299 € (255,5 €/hl) pour du montagne-saint-émilion ou du saint-georges-saint-émilion ;
- 2 428 € (270 €/hl) pour du puisseguin-saint-émilion ;
- 3 708 € (412 €/hl) pour du saint-émilion ;
- 9 230 € (1 025,5 €/hl) pour du pomerol.

Les prix dans le commerce sont évidemment bien plus élevés, variant considérablement en fonction du nom du producteur.

### Producteurs
- Clos Albertus[16] ;
- Clos du Pavillon Saint-Georges[17] ;
- Clos Haut Troquart[18] ;
- Château Calon ;
- Château Croix de Thomas (Louis Vialard)[19] ;
- Château Divon[20] ;
- Château Griffe de Cap d'Or[21] ;
- Château Haut-Saint-Georges[22] ;
- Château La Croix Chantecaille[23] ;
- Château La Croix de Saint-Georges[24] ;
- Château Moulin La Bergère[25] ;
- Château Puy St-Georges[26] ;
- Château Saint-André Corbin[27] ;
- Château Saint-Georges[23],[28] ;
- Château Tour du Pas Saint-Georges[29] ;
- La Fleur St. Georges[30] ;
- Château Terre Bleue[31] ;
- Château Macquin.